# テッド・オーツ
テッド・オーツ（Ted Oates、1947年11月21日 - ）は、アメリカ合衆国の元プロレスラー。ジョージア州コロンバス出身。
ジェリー・オーツの実弟であり、兄同様に技巧派のベビーフェイスとして、地元のジョージアや中西部を主戦場に活動した。

## 来歴
1971年のデビュー後は、義兄のディック・スタインボーンが運営に携わっていたジョージア州アトランタの新興団体ASWA（オール・サウス・レスリング・アライアンス）で活動。ベビーフェイスの新鋭として売り出され、1973年12月4日にはウェイン・コーワンを破り、ASWA認定のジョージア・ジュニア・ヘビー級王座を獲得した。
ジム・バーネットによるASWAの買収後は、長年の主戦場となるカンザスおよびミズーリのNWAセントラル・ステーツ地区に転戦。兄のジェリー・オーツやマイク・ジョージ、パット・オコーナーらと共闘して、ボビー・ジャガーズ、ロード・アルフレッド・ヘイズ、フレンチ・マーチンなどのヒールと対戦した。1975年4月にはジェリーとのオーツ・ブラザーズ（The Oates Brothers）として、ヤス・フジイ&オキ・シキナ（サパタ・マルティネス）からセントラル・ステーツ版のNWA世界タッグ王座を奪取している。
1975年8月、全日本プロレスの『第2次サマー・アクション・シリーズ』に初来日。まだキャリア不足でありながら素質を見込まれ、開幕戦でジャイアント馬場、第2戦でジャンボ鶴田、第3戦でザ・デストロイヤーとのシングルマッチが組まれた。いずれも敗退したが、デストロイヤーとの試合では20分を超える健闘を見せた。
その後はジョージアに戻り、バーネット主宰のジョージア・チャンピオンシップ・レスリングに参戦。1976年3月19日にはジェリーとのコンビでレス・ソントン&トニー・チャールズを破り、NWAジョージア・タッグ王座を獲得。ブラック・ゴールドマン&エル・ゴリアスのレッド・デビルズともタイトルを争った。
1976年9月にはジェリーと共に全日本プロレスの『ジャイアント・シリーズ』に再来日。10月2日の東京・後楽園ホール大会でグレート小鹿&大熊元司の極道コンビからアジア・タッグ王座を奪取する。10月21日に福島にて高千穂明久&サムソン・クツワダに敗れて陥落したが、同王座の歴代王者では久々の外国人王者チームとなった。
オーツ・ブラザーズの一時解散後、主戦場のセントラル・ステーツ地区では1977年2月4日、ボブ・スローターを破りNWAセントラル・ステーツ・ヘビー級王座を獲得。同月25日にはアキオ・サトーこと佐藤昭雄をパートナーに、ボブ・ブラウン&ミツオ・ハタからNWA世界タッグ王座を奪取、2度目の戴冠を果たした。
1978年下期より、ノースカロライナのNWAミッドアトランティック地区でジェリーとの兄弟コンビを再結成。ジャック・グレイ、スウェード・ハンソン、ブルート・バーナード、ジン・アンダーソンらによるチームと対戦した。セントラル・ステーツ地区では1980年3月2日、空位となっていたNWAセントラル・ステーツ・タッグ王座争奪のワンナイト・トーナメントに出場。ジ・アウトローズやザ・ファンクスも参加したトーナメントにおいて、ボブ・スウィータン&タカチホなどのチームを破り勝ち進んだが、決勝でブルーザー・ブロディ&アーニー・ラッドに敗退した。
その後もジョージアではファビュラス・フリーバーズ、イワン・コロフ&アレックス・スミルノフ、ミスター・サイトー&ミスター・フジ、ケビン・サリバン&スタン・ハンセンなどのチームと対戦。カンザスでは1984年4月5日、ザ・グラップラーズ（レン・デントン&トニー・アンソニー）からNWAセントラル・ステーツ・タッグ王座を奪取。シングルでも6月21日にルーク・グラハムを破り、同ヘビー級王座への久々の戴冠を果たした。
戴冠中、髪をブロンドに染めてヒールターンを決行。8月11日にタイトルをバズ・タイラーに明け渡すと、同月21日より当時オレイ・アンダーソンが主宰者となっていたジョージア地区（チャンピオンシップ・レスリング・フロム・ジョージア）に戻り、リップ・ロジャースをパートナーにジェリー・ブラウン&バディ・ロバーツにあやかったショーマン派のタッグチーム、ハリウッド・ブロンズ（The Hollywood Blonds）を結成する。以降、ジェリーとの兄弟抗争が展開され、9月20日にはジェリー&ロニー・ガービンからNWAナショナル・タッグ王座を奪取した。
ジョージア地区が1985年にジム・クロケット・プロモーションズに吸収されると、アラバマのサウスイースタン・チャンピオンシップ・レスリングを経て、1986年9月1日にオーツ・ブラザーズを再々結成してテキサス州ダラスのWCWAのイベント "Labor Day Star Wars" に出場。世界タッグ王座の争奪トーナメントに参加したが、2回戦でマーク・ヤングブラッド&クリス・ヤングブラッドのレネゲード・ウォリアーズに敗退した。
セミリタイア後は、1988年5月にアトランタのインディー団体サザン・チャンピオンシップ・レスリングに登場して、トミー・リッチとのタッグでディック・スレーター&ジョー・ディートンなどと対戦。1991年1月28日にはメイコンで行われたWWFのTVショーにおいて、ティト・サンタナのジョバーを務めた。
2004年5月にジェリーが地元のコロンバスにて、かつての主戦場と同じ名称のインディー団体ジョージア・チャンピオンシップ・レスリングを旗揚げすると、翌2005年7月よりテッドも久々に復帰してオーツ・ブラザーズのリユニオンが実現。同じくジョージア地区のレジェンドだったマスクド・スーパースターのチームなどと対戦した。

## 得意技
- パイルドライバー[2]
- スピニング・トー・ホールド

## 獲得タイトル
オール・サウス・レスリング・アライアンス
- ASWAジョージア・ジュニアヘビー級王座：1回[4]

全日本プロレス
- アジア・タッグ王座：1回（w / ジェリー・オーツ）[10]

セントラル・ステーツ・レスリング
- NWAセントラル・ステーツ・ヘビー級王座：2回[11]
- NWAセントラル・ステーツ・タッグ王座：1回（w / ジェリー・オーツ）[17]
- NWA世界タッグ王座（セントラル・ステーツ版）：3回（w / ジェリー・オーツ×2、アキオ・サトー）[6]

ジョージア・チャンピオンシップ・レスリング
- NWAジョージア・タッグ王座：2回（w / ジェリー・オーツ）[9]

チャンピオンシップ・レスリング・フロム・ジョージア
- NWAナショナル・タッグ王座：1回（w / リップ・ロジャース）[20]

サウスイースタン・チャンピオンシップ・レスリング
- NWA USジュニアヘビー級王座：1回[26]